# Friedrich Dollmann
Friedrich Dollmann, né le 2 février 1882 à Wurtzbourg (Royaume de Bavière) et mort le 28 juin 1944 au Mans (France), est un militaire allemand qui a servi dans la Deutsches Heer, la Reichswehr, puis la Wehrmacht.

## Biographie

### Jeunesse
Il est le fils de Friedrich Dollmann, un magistrat militaire bavarois, et de Maria Kirschbaum. Il est né à Wurtzbourg.
Friedrich Dollmann entre dans l'armée allemande en 1899 comme engagé volontaire (Cadet).
Il suit les cours de l'École de guerre de Munich (1901), puis ceux de l'École d'artillerie (1904).
Il est adjoint de section (Abteilungadjutant) en 1904.

### Années 1910 et 1920
Il est nommé capitaine (Hauptmann) en 1912.
Au début de la Première Guerre mondiale, le capitaine Dollmann est adjoint du général commandant la 1re brigade d'artillerie bavaroise.
Il est envoyé sur le front français, où il est affecté successivement au 7e régiment d'artillerie de campagne royal bavarois (de), puis en 1917 membre de l'état-major de la 6e division d'infanterie bavaroise.
Après la guerre, Dollmann intègre la Reichswehr.
Il est nommé lieutenant-colonel en 1927.

### Années 1930
En 1936, il est nommé General der Artillerie.

### Seconde Guerre mondiale

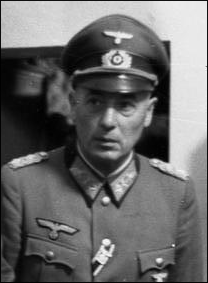
Friedrich Dollmann (printemps 1940)

Lorsque la Seconde Guerre mondiale éclate, il commande en tant que général de corps d'armée la VIIe armée allemande qui participe à la bataille de France en 1940. Son armée appartient au groupe d'armées C, commandé par le général Wilhelm von Leeb (Heeresgruppe C).  Il franchit le Rhin et lance ses troupes à l'assaut de la ligne Maginot.
Après avoir reçu le grade de Generaloberst le 19 juin 1940 lors d'une séance du Reichstag, il lui est demandé de procéder à l'Occupation de la partie nord de la France. Il installe son quartier général au Mans. Il assure la défense de la Bretagne et de la Normandie jusqu'en 1944. Il est notamment responsable de la prévention d'une invasion alliée en zone occupée.
Alors qu'il s'attend à une invasion alliée début juin 1944, il abaisse les procédures d'alerte du fait des conditions atmosphériques catastrophiques ces jours-là. Le 5 juin et le 6 juin, lors du débarquement en Normandie, pendant que son armée subit de grandes pertes, Dollmann assiste à un Kriegspiel (« exercice simulé » du débarquement allié) à Rennes. Alors que les vers du poème Chanson d'automne de Verlaine ont averti la section de renseignement du centre de commandement à l'ouest dirigée par le lieutenant-colonel Wilhelm Meyer-Detring (de) de l'imminence du débarquement, le général ne semble pas prendre la mesure de l'événement. Après trois semaines de combats intensifs en Normandie et dans la région de Cherbourg, Adolf Hitler déclare Cherbourg ville-forteresse et donne l'ordre « de se battre jusqu'au dernier homme », ordre considéré comme insensé par Dollmann. La bataille de Cherbourg tourne vite à l'avantage des Alliés, et la ville est libérée le 26 juin. Dans la nuit du 27 juin au 28 juin, Adolf Hitler apprend la défaite : il menace Dollmann de le rendre responsable de cet échec et de le traduire devant une cour martiale.
Dans une lettre télétypée, Dollmann expose les raisons de la défaite à Cherbourg, raisons qui, en réalité, étaient hors de son secteur d'influence. Le 28 juin 1944, la lettre de Dollmann est publiée. Les raisons de sa mort n'ont jamais été clairement éclaircies. Certaines sources évoquent un suicide (pour protéger les membres de sa famille, qui résident en Allemagne), d'autres un infarctus, sans pouvoir exclure une exécution sommaire par la Gestapo.
Le général Friedrich Dollmann repose au cimetière militaire allemand de Champigny-Saint-André.

## Décorations
- Croix de fer (1914) 2e et 1re classe
- Prinz-Regent-Luitpold Jubiläums-Medaille mit der Krone de Bavière (1905)
- Ordre du Mérite militaire (Bavière) IV. Classe avec glaives (16 novembre 1914)
- Croix d'honneur
- Médaille de service de longue durée de la Wehrmacht IV. à I. Classe
- Agrafe de la croix de fer (1939) II. et I. Classe
- Croix de chevalier de la croix de fer avec feuilles de chêne
  - Croix de chevalier (24 juin 1940)
  - Feuilles de chêne (1er juillet 1944)